# Skolflickor är vi allihopa
Skolflickor är vi allihopa (engelska: The Belles of St Trinian's) är en brittisk komedifilm från 1954 i regi av Frank Launder.
Filmen baseras på Ronald Searles skämtteckningar om St Trinian's School. Den följdes av ytterligare tre filmer om flickskolan St Trinian's.
1999 placerade British Film Institute filmen på 94:e plats på sin lista över de 100 bästa brittiska filmerna genom tiderna.

## Rollista i urval
- Alastair Sim - Millicent Fritton / Clarence Fritton
- Joyce Grenfell - Sergeant Ruby Gates
- Lorna Henderson - Princess Fatima
- George Cole - Flash Harry
- Hermione Baddeley - Miss Drownder
- Betty Ann Davies - Miss Waters
- Renée Houston - Miss Brimmer
- Beryl Reid - Miss Wilson
- Irene Handl - Miss Gale
- Mary Merrall - Miss Buckland
- Joan Sims - Miss Dawn
- Sid James - Benny